# Golubina (vattendrag i Vitryssland)
Golubina (ryska: Голубина) är ett vattendrag i Belarus.   Det ligger i voblasten Mahiljoŭs voblast, i den nordöstra delen av landet, 210 km öster om huvudstaden Minsk.
Trakten runt Golubina består till största delen av jordbruksmark. Runt Golubina är det ganska glesbefolkat, med 23 invånare per kvadratkilometer.